# 40092 Memel
40092 Memel è un asteroide della fascia principale. Scoperto nel 1998, presenta un'orbita caratterizzata da un semiasse maggiore pari a 2,7550097 UA e da un'eccentricità di 0,0989123, inclinata di 7,85904° rispetto all'eclittica.